# Трайчо Костов
 Тази статия е за българския политик.  За топлоелектрическата централа вижте ТЕЦ София Изток.  
Трайчо Костов Джунев е влиятелен български политик от Българската комунистическа партия. Той е сред водещите дейци в партията, участник в нелегалната борба и партизанското движение. Член на политбюро, секретар на ЦК на БКП. Заместник-председател на Министерския съвет в няколко поредни правителства (1946 – 1949). Активен участник в репресиите през 1944 – 1949 г. и един от създателите на т. нар. Народен съд, Трайчо Костов сам става жертва на режима и при една от чистките в БКП, след показен политически процес през 1949 г. е осъден на смърт и обесен на 16 срещу 17 декември същата година. Посмъртно е реабилитиран.
Народен представител е в XXVI обикновено народно събрание (1945 – 1946) и в VI велико народно събрание (1946 – 1949).

## Биография

### Произход, образование и младежки години
Трайчо Костов е роден на 17 юни 1897 г. в град София в многодетно семейство на огняр от локомотивно депо. Родителите му са преселници от Македония. Завършва Първа софийска класическа гимназия с отличие. Негови съученици в една от най-елитните гимназии в Царство България са бъдещият секретар на цар Борис III – Станислав Балан и бъдещият известен полицейски началник Никола Гешев.
Постъпва в Юридическия факултет на Софийския университет „Св. Климент Охридски“ и започва да учи право, но прекъсва учението във връзка с началото на Първата световна война. Завършва школа за запасни офицери и след 1916 г. участва във войната. Изпратен е на фронта, където командва взвод.
След войната работи като стенограф в Народното събрание и възобновява учението в университета. От 1920 г. участва в дейността на БРП (т.с.). По време на режима на Александър Цанков през 1924 г. е арестуван и осъден на осем години затвор за участие в издаването на „Работнически вестник“ и разпространение на комунистически печат.
През 1929 г. е амнистиран от правителството на Андрей Ляпчев и заминава за Съветския съюз, където става член на Всесъюзната комунистическа партия (болшевики) и работи в апарата на Коминтерна. Преминава курс на лечение в кримски санаториум. Продължително време се счита за втория човек в партията след Георги Димитров. Завръща се тайно в България за кратко през 1931 – 1932 и 1935 – 1936 с партийни мисии, а през 1938 – окончателно.
Между 1931 – 1945 г. е член на ЦК на БРП (т.с.). От 1937 г. е секретар на ЦК на БРП (т.с.). Редактира партийните издания „Работническо-селско знаме“, „Работнически вестник“ (впоследствие „Работническо дело“).
През 1942 г. след провала на ЦК е арестуван и съден като ръководител на БРП (т.с.) по делото, известно като процес срещу ЦК на БРП. Осъден е на доживотен затвор. Според неговия съученик Станислав Балан (тогава секретар на цар Борис III), той не получава смъртна присъда заради неговото застъпничество пред монарха. При Балан отиват близки на подсъдимия Трайчо Костов и го молят за това. Той разказва за него на държавния глава по време на екскурзия до връх Мусала, след като царят пръв изразява притеснение за многото смъртни присъди, които се искат на процеса. На следващия ден Борис III му казва: „Между другото, човекът няма да бъде осъден на смърт. Ще получи присъда, но войната скоро ще свърши и той ще излезе...“
Трайчо Костов излежава присъдата си в Плевенския затвор, като е освободен, заедно с останалите политически затворници там, след демонстрации в града на 7 септември 1944 година.

### Професионална кариера
На 9 септември 1944 година Костов заминава за София със специално изпратен за него автомобил, след което е върнат на поста политически секретар на ЦК на БРП. Така той оглавява работата на Политбюро и поема оперативното ръководство на партията в страната, поддържайки постоянен контакт с Георги Димитров в Москва, който му дава подробни указания за провежданата политика.
Организира политическата кампания срещу противниците на комунистите и играе важна роля в разгрома на опозицията. Той ръководи политическите убийства в първите месеци след преврата и организирането на т.нар. Народен съд. В началото на 1945 г. пише до Георги Димитров:
„Готов е Законопроектът за Народния съд. Приета е най-кратката процедура, но докато започне да действа, ще мине известно време. Това може да бъде използувано за негласна ликвидация на най-злостните врагове, което се провежда от нашите вътрешни тройки.“
Костов носи голяма вина за убийствата на хиляди невинни българи, веднага след 9 септември 1944 г. Той ги одобрява и даже санкционира. На 20 януари 1945 г. на заседание на ПБ на ЦК на БРП (к.), което обсъжда присъдите на Народния съд, Костов настоява за максимално повече смъртни присъди.
През март 1946 година Трайчо Костов е отстранен от ключовия си пост на политически секретар на ЦК на БКП и става подпредседател на Министерския съвет, министър на електрификацията и председател на Съвета на стопанските министерства.
Скоро след това машината на терора, в която той участва лично, се задейства и срещу него. През 1948 – 1949 г. влиза в конфликт със съветското правителство и лично с Йосиф Сталин във връзка с предаването на информация, която е държавна тайна и със Съветско-българското стопанско споразумение. Въпреки заявленията му, че „от някои държави ние нямаме тайни“, съветските власти и лично Сталин смятат, че той укрива от тях информация за цените, по които България изнася стоки за трети страни, спазвайки закона за държавната тайна. Поради това на международна среща в Москва, на която се обсъждат въпроси за федерацията, Костов прекъсва обсъждането и изразява на Й. В. Сталин съжаление по повод на неравните, вредни за неговата страна пунктове на българо-съветския икономически договор. Недоволства от цените, по които СССР изкупува българския тютюн. Опитва се да вземе мерки за отстояване на икономическите интереси на България, провеждайки относително самостоятелна ценова политика във външно-икономическите връзки. Така предизвиква рязко недоволство на Сталин, който му казва в лицето: „Жулик!“ (Мошеник!) С това съдбата му е предрешена.

### „Врагът с партиен билет“
В хода на предприетата от СССР кампания против югославските комунисти и „титовисти“ Пленумът на ЦК на БКП от 27.3.1949 г. обвинява Трайчо Костов в антисъветска дейност (макар че той винаги е бил убеден сталинист и последователен противник на Йосип Броз Тито) и взима решение да бъде отстранен от състава на Политбюро на ЦК и от правителството. Костов е снет от постовете, които заема (заместник-председател на Министерския съвет и председател на Комитета по стопански и финансови въпроси) и е назначен за директор на Народната библиотека „Кирил и Методий“. На 10 юни е арестуван, а на 11 юни същата година е изключен от ЦК на БКП. Заедно с него са арестувани около 200 души, от които са избрани подсъдими за фалшифициран показен процес. На 7 декември 1949 г. във Военния клуб (ЦДНА) започва съдебният процес срещу него, изцяло скалъпен в Москва, по заповед на Сталин и Берия. Обвинението ръководят министърът на правосъдието Минчо Нейчев и министърът на вътрешните работи Руси Христозов. За помощ в организацията на процеса от СССР в България са насочени видните функционери на МГБ полковник Михаил Тимофеевич Лихачов и полковник Лев Леонидович Шварцман. Един от главните свидетели на обвинението е Андрей Праматаров, бивш ръководител на разузнаването и контраразузнаването в Царство България, сподвижник на Никола Гешев. Свидетели на процеса са Титко Черноколев, Йордан Катранджиев, Георги Мадолев, Христо Калайджиев и Дончо Лисийски. Трайчо Костов е обвинен в антипартийна дейност, заговорничество с Тито, шпионаж в полза на британското разузнаване и агентурна дейност за „капиталистически държави“ с оглед на това, че през 1942 г. от 6 подсъдими трима получават смъртни присъди, а той не, без да се отчита застъпничеството за това пред царя на неговия съученик Станислав Балан, който въпреки настояването на обвиняемия не е призован като свидетел. За всичко това Костов набързо е осъден на смърт. При произнасянето на присъдата той отрича вината си и изтръгнатите с мъчения самопризнания, а накрая е насилствено изведен от залата, докато пледира своята невинност.
Трайчо Костов е обесен в 2.30 часа в нощта на 16 срещу 17 декември 1949 година в Централния софийски затвор в присъствието на прокурора Тодор Цаков, служителя на Върховния съд Петър Петков и служители на затвора – директора Георги Тасев, поддиректора Нисим Пинкас и лекаря Димитър Раев.

### Реабилитация
След смъртта на Сталин в началото на управлението на Тодор Живков започва процес на десталинизация и реабилитация на репресираните от сталинизма. След Априлския пленум на ЦК на БКП през 1956 г. Станислав Балан е призован пред Политбюро и разказва истината за своя съученик и причината, поради която той не е осъден на смърт през 1942 г. Дава показанията седем години по-късно, почти пред същите хора, които някога го обявяват за най-злия враг на комунистическата партия, а сега прилежно се грижат за неговата реабилитация. Седем години след обесването му Трайчо Костов е реабилитиран и награден посмъртно с орден „Герой на социалистическия труд“ през януари 1963 година.

През декември 1989 г., след отстраняването на Живков, „реформаторското“ ръководство на БКП реабилитира Костов не само юридически, но и политически. Обвиненията в заговор и шпионаж са снети от Костов.
Трайчо Костов превежда една от най-известните и оказала голямо влияние на съвременната педагогика книга „Педагогическа поема“.
Писателят Георги Марков в своите спомени много ясно изгражда разделителната линия между двамата лидери Георги Димитров и Трайчо Костов като хора и ръководители.